# Écoles libertaires de Hambourg
Les écoles libertaires de Hambourg ou libres communautés scolaires de Hambourg désignent quatre écoles publiques de Hambourg (Allemagne), qui choisissent, en 1919, de devenir des communautés scolaires anti-autoritaires, dans lesquelles les enseignants, les parents et les élèves expérimentent des concepts anarchistes de l'éducation.
Pour deux écoles, l'expérience dure jusqu'en 1930, date à laquelle elles abandonnent volontairement leur statut d'école expérimentale. Les deux autres écoles sont fermées en 1933, après la prise du pouvoir des nazis.
Les écoles expérimentales de Hambourg attirent l'attention d'éducateurs du monde entier, accueillant un grand nombre de visiteurs pendant leur existence et inspirant des études académiques.

## Historique
Ces quatre écoles ont été créées après la Première Guerre mondiale, sous la république de Weimar. Il s'agissait d'écoles publiques qui accueillirent chacune plus de 600 élèves. 
L'ambition des instituteurs était d'expérimenter un nouveau modèle d'institution qui pourrait remplacer l'école traditionnelle. 
Les autorités scolaires de Hambourg leur accordèrent d'abord une totale liberté d'expérimentation, puis, en 1925, les ramenèrent aux mêmes objectifs que les autres écoles publiques. 
Deux des écoles se rallièrent à cette normalisation; une troisième dut fermer en 1930 en raison d'un nombre d'élèves trop faible.
La dernière fut fermée lors de l'arrivée au pouvoir du régime nazi.

## La pédagogie des «maîtres-camarades»
Les pédagogues de Hambourg poussèrent à l'extrême le postulat selon lequel il faut "partir de l'enfant". 
Non seulement ils rejetaient l'idée qu'un État ou une Église puisse décider de ce que les enfants devaient apprendre, mais ils refusaient la notion même de finalité en matière d'éducation. De leur point de vue, l'école n'est pas le moyen de préparer à la vie, mais le lieu de la vie elle-même; une circulaire destinée aux parents affirme : 
« Nous nous refusons à nous laisser guider, dans notre travail scolaire, par les exigences de la profession, de la vie économique, du combat pour l'existence. C'est pour cela que nous n'avons pas de plan, pas de but déterminé d'instruction. Pour nous, la tâche de l'école, c'est d'offrir à l'enfant un lieu où il pourra être enfant, jeune et joyeux, sans tenir compte de buts à atteindre, mais en développant en lui un sens de responsabilité envers les êtres humains parmi lesquels il vit. »
Le contenu des apprentissages dépendait entièrement de ce que les enfants avaient le désir d'apprendre. 
Cette absence de programme se doublait d'une absence de règlements et de punitions, les maîtres-camarades refusant d'assurer une quelconque autorité sur le groupe. Après un début chaotique, ce furent les élèves qui prirent l'initiative de rétablir un minimum d'ordre permettant le travail.
Pour la philosophe Dominique Ottavi : « Le projet des expérimentations de Hambourg ne se limite d'ailleurs pas à cet aspect. Tout d'abord, elles visent à réaliser une école communautaire, mot qui a été traduit en français par « école solidariste ». Il est malaisé de trouver un équivalent du terme de gemeinschaftschule, comme le souligne Adolphe Ferrière. Il le qualifie de « mot intraduisible, qui signifie en somme, l'école organisée à la façon d'une communauté de vie. Les lecteurs de langue française au courant du mouvement novateur en pédagogie retrouveront ici l'une des idées essentielles de l'école active, école où la vie intellectuelle et morale des écoliers a pour base l'initiative personnelle... »

## Influence
L'expérience des écoles libertaires de Hambourg eut une notoriété à leur époque dans le milieu de l'éducation nouvelle; Freinet les visita en 1922 mais ne trouva guère probante leur pédagogie.
Elle est restée une référence en raison de son caractère radical, allant selon Boris Fraenkel plus loin que l'école de Summerhill fondée à la même époque, car elle s'adressait à tous les enfants dans un système public.

### Le maître camarade et la pédagogie libertaire
Le pédagogue suisse Jakob Robert Schmid présente une étude critique sur ces expériences pédagogiques dans sa thèse de doctorat, publiée en français lors de son séjour à Genève en 1936. Son travail tombe dans l'oubli pendant plus de trois décennies, jusqu'à sa réimpression en français et plus tard traduit en espagnol, allemand, portugais et italien dans les années 1970